# Barska nutrija
Barska nutrija ili nutrija (latinski: Myocastor coypus) veliki je biljojedski glodavac. Barska nutrija jedini je pripadnik roda Myocastor. Rod Myocastor dugo je vrijeme smatran jedinim pripadnikom porodice Myocastoridae, danas on pripada porodici Echimyidae. Barske nutrije žive u jazbinama uz vodu te se hrane stabljikama riječnih biljaka. Barske nutrije prvotno su nastanjivala suptropska i umjerena područja Južne Amerike. Introducirane su u Sjevernoj Americi, Europi, Aziji i Africi. Na ta područja većinski su ih introducirali krznari. U Hrvatskoj su invazivna vrsta.

## Opis
Barska nutrija posjeduje zdepasto tijela obraslo dugom grubom dlakom. Duljina barske nutrije može iznositi do 51 cm. Rep je gol te njegova duljina iznosi oko 35 cm. S leđne su strane kestenjastosmeđe, a s trbušne sivosmeđe boje. Na stražnjim nogama imaju plivaće kožice. Izvrsni su plivači. Ženke godišnje kote od 5 do 7 mladih. Uzgajaju se zbog krzna.